# Chiesa del Sacro Cuore di Gesù (Santa Cesarea Terme)
La chiesa del Sacro Cuore di Gesù è la parrocchiale di Santa Cesarea Terme, in provincia di Lecce e arcidiocesi di Otranto; fa parte del vicariato di Castro.

## Storia
L'originaria cappella sorse nel XIV secolo sull'area dove, secondo la tradizione, sarebbe deceduta santa Cesaria Vergine.
La prima pietra della nuova chiesa neoromanica venne posta nel 1909; i lavori, interrotti durante il primo conflitto mondiale, furono ripresi nel dopoguerra, per poi essere portati a compimento nel 1923, anno in cui venne aperto al culto l'edificio.
Nel 1954 fu decretata l'erezione della chiesa al rango di parrocchiale; nella prima metà degli anni settanta del Novecento venne condotto l'intervento di adeguamento liturgico secondo le norme postconciliari mediante l'aggiunta dell'ambone e della mensa eucaristica rivolta verso l'assemblea.
Tra il 2002 e il 2003 la volta dell'abside fu interessata da un intervento di consolidamento e tra il 2009 e il 2010 si procedette al rimaneggiamento dell'interno della chiesa.
Tra il 2012 e il 2016 venne eseguito un restauro dell'esterno dell'edificio, contestualmente al quale si provvide a posare il nuovo pavimento dell'aula.

## Descrizione

### Esterno
La facciata a salienti della chiesa, che volge a sudest, si compone di tre parti: il corpo centrale, più alto e con coronamento piano, presenta il portale d'ingresso lunettato e il rosone, inscritti da un ampio arco a tutto sesto strombato, mentre le due ali laterali sono caratterizzate da strette finestre.
Annesso alla parrocchiale è il campanile a base quadrata, la cui cella presenta su ogni lato una bifora ed è coronata dalla bassa guglia piramidale.

### Interno
L'interno dell'edificio è suddiviso da pilastri abbelliti da lesene e sorreggenti degli archi a tutto sesto in tre navate, di cui la centrale coperta dal soffitto piano e le laterali da volta a spigolo; al termine dell'aula si sviluppa il presbiterio, rialzato di alcuni gradini, ospitante l'altare maggiore e chiuso dall'abside di forma semicircolare, coperta dalla semicupola.
Qui sono conservate diverse opere di pregio, tra le quali le due statue che raffigurano rispettivamente il Sacro Cuore di Gesù e Santa Cesaria Vergine.